# Michael Rasmussen
Michael Rasmussen (Tølløse, 1 de junho de 1974) é um ciclista profissional dinamarquês que participa em competições de ciclismo de estrada. 

## Biografia
Michael Rasmussen foi considerado um grande trepador. Venceu uma dura etapa na Vuelta de España e obteve 4 triunfos na Volta a França (2005, 2006 e 2007), sendo três deles protagonizados por fugas lançadas muito longe da meta. 
No Tour de 2007 mostrou-se como o mais forte em competição, vencendo na chegada a Tignes e erguendo os braços no topo do mítico Col D'Aubisque, estando nesse dia a envergar a camisola amarela. Contudo, devido a problemas internos na sua equipa, foi afastado depois da 16ª etapa da competição, impedindo o que era considerada, uma vitória certa nessa edição do Tour. 
Foi despedido da Rabobank mas propostas de contracto não lhe deverão faltar pois além da sua exibição neste Tour, em 2005 e 2006 foi o Rei da Montanha dessa mesma competição, chegando mesmo a entrar no último contra-relógio da prova de 2005 no último lugar do pódio mas acabou por ter aí, o pior contra-relógio da sua vida, caindo e trocando de bicicleta por duas vezes.
Por muitos conhecido como "The Chicken" Rasmussen terá para o ano, provavelmente a última oportunidade de vencer a mais prestigiada competição de ciclismo de três semanas do mundo.
Tem também bons resultados no BTT, no qual se tornou campeão mundial em 1999.